# Nigel Havers
Nigel Allan Havers (ur. 6 listopada 1949 w Londynie, w Anglii) – brytyjski aktor teatralny, telewizyjny i filmowy, reżyser. Jest młodszym synem barona Haversa – Michaela Haversa i Carol Elizabeth Lay.
Rola lorda Andrew Lindsaya, studena Cambridge, biegacza, postaci częściowo opartej na osobie Davida Burghleya i Douglasa Lowe w dramacie Hugh Hudsona Rydwany ognia (Chariots of Fire, 1981) przyniosła mu nominację do nagrody Brytyjskiej Akademii Sztuk Filmowych i Telewizyjnych.

## Filmografia

### Filmy fabularne
- 1972: Papież Joan (Pope Joan) jako młody mnich
- 1978: Kto wykańcza europejską kuchnię? (Who Is Killing the Great Chefs of Europe?) jako barman
- 1981: Rydwany ognia (Chariots of Fire) jako lord Andrew Lindsay
- 1984: Podróż do Indii (A Passage to India) jako Ronny Heaslop
- 1985: Burke i Wills (Burke & Wills) jako William John Wills
- 1986: Drugi świat (The Whistle Blower) jako Robert Jones
- 1989: Pożegnanie z królem (Farewell to the King) jako kapitan Fairbourne
- 1990: Ciche dni w Clichy (Quiet Days in Clichy) jako Alfred Perlès, Karl
- 1999: Raj utracony (Paradise Lost ) jako Hofstadter
- 1987: Imperium słońca (Empire of the Sun) jako dr Rawlins
- 2004: Peter Sellers: Życie i śmierć (The Life and Death of Peter Sellers) jako David Niven
- 2006: Penelope jako Edward Vanderman II / Pan Vanderman

### Filmy TV
- 1970: Edward II jako żołnierz / administrator
- 1971: Ryszard II (The Tragedy of King Richard II) jako żołnierz / administrator
- 1976: Błyszczące nagrody (The Glittering Prizes) jako Denis Porson
- 1985: Podróże (Bon Voyage) jako Roddy Buchanan
- 1986: Spadkobiercy Emmy Harte (Hold the Dream) jako Jim Fairley
- 1986: Wejść między lwy (Lie Down with Lions) jako Peter Husak
- 1994: Sezon w piekle (The Burning Season) jako Steven Kaye
- 1995: Liz: Historia Elizabeth Taylor (Liz: The Elizabeth Taylor Story) jako Michael Wilding
- 2001: Dżentelmen złodziej (The Gentleman Thief) jako A J Raffles

### Seriale TV
- 1977: Jeździec (A Horseman Riding By) jako Paul Craddock
- 1977: Nicholas Nickleby jako Nicholas Nickleby
- 1977: Zamek Anglika (An Englishman’s Castle) jako Mark Ingram
- 1978: Grosz z nieba (Pennies from Heaven) jako Conrad Baker
- 1990: Kawalek Frya i Laurie’ego (A Bit of Fry and Laurie) jako Paul Eddington
- 1991: Uśpieni (Sleepers) jako Jeremy Coward / Sergei Rublev
- 1991: Perfekcyjny bohater (A Perfect Hero) jako Hugh Fleming
- 1992-93: Dobre chłopaki (The Good Guys) jako Guy McFadyean
- 1997-99: Dangerfield jako dr Jonathan Paige
- 2001: Armando Iannucci zarasza (The Armando Iannucci Shows) jako Ivy Waiter
- 2002: Morderstwo w pamięci (Murder in Mind) jako Nicholas Chadwick QC
- 2002-2003: Manchild jako Terry
- 2004-2005: Mała Brytania (Little Britain) jako Lider opozycji
- 2005: Otwarte szeroko (Open Wide) jako Peter Hillman
- 2005: Urodził się i wychował (Born and Bred) jako Henry Williamson
- 2009: Przygody Sary Jane (The Sarah Jane Adventures) jako Peter Dalton
- 2009-2010: Bracia i siostry (Brothers & Sisters) jako Roger Grant
- 2009-2011: Lunch Monkeys jako Mike
- 2010: Dom weselny (Wedding House) jako narrator
- 2009-2013: Coronation Street jako Lewis Archer
- 2011: Downton Abbey jako lord Hepworth
- 2013: Sekrety rodzinne (Who Do You Think You Are?)
- 2014: Rockowe życie z Brianem Pern (The Life of Rock with Brian Pern) jako Tony Pebble